# الحرب الأهلية الصومالية
الحرب الأهلية الصومالية (بالصومالية: Dagaal Sokeeye Soomal) هي حرب أهلية نشبت في الصومال وانتهت في عام 1996. انبثق النزاع من المقاومة ضد نظام الرئيس سياد بري خلال الثمانينات. وبين عامي 1988-1990، بدأ الجيش الصومالي بإشراك مختلف المجموعات المتمردة المسلحة،  بما في ذلك الجبهة الديمقراطية الصومالية للإنقاذ في شمال شرق البلاد،  والحركة الوطنية الصومالية في شمال غرب البلاد،  والمؤتمر الصومالي الموحد في الجنوب. تمكنت جماعات المعارضة العشائرية المسلحة في نهاية المطاف من الإطاحة بحكومة بري في عام 1991.
بدأت الفصائل المسلحة المختلفة تتنافس على النفوذ في ظل فراغ السلطة والفوضى التي تلت الانقلاب، ولا سيما في الجنوب. وبين عامي 1990-1992 انهار القانون العرفي مؤقتا بسبب القتال. وهذا ما أدى وصول المراقبين العسكريين للأمم المتحدة إلى الصومال في يوليو عام 1992، وتبعتهم قوات حفظ السلام. استمر القتال بين الفصائل في الجنوب. وبانعدام وجود حكومة مركزية، أصبحت الصومال «دولة فاشلة». انسحبت الأمم المتحدة في عام 1995، بعد كبدها خسائر كبيرة، ولكن لم يتم تأسيس أي سلطة مركزية. بعد انهيار الحكومة المركزية، عادت القوانين العشائرية (حير) والشريعة الإسلامية في معظم المناطق. تم إنشاء حكومتين ذاتيتي الحكم في الجزء الشمالي من البلاد أعوام 1991 و 1998. ما خفف حدة القتال نسبيا، وأزال المعهد اسم الصومال من قائمة البلدان ذات الصراعات المسلحة لعامي 1997 و 1998.
في عام 2000، تم تأسيس الحكومة الوطنية الانتقالية، تلتها الحكومة الاتحادية الانتقالية في عام 2004. تصاعد الصراع مجددا في عام 2005، واندلع النزاع المدمر في الجنوب بين عامي 2005-07. إلا أن كثافة القتال كانت أقل بكثير وكثافة مما كان عليه في أوائل التسعينات. في عام 2006، استولت القوات الإثيوبية على معظم الجنوب من اتحاد المحاكم الإسلامية الذي تشكل حديثا. انقسم اتحاد المحاكم إلى عدد من الجماعات المتطرفة، وبالأخص حركة الشباب، والتي ظلت منذ ذلك الحين تحارب الحكومة الصومالية وقوات حفظ السلام التابعة للاتحاد الإفريقي المكلفة بالسيطرة على البلاد. تصدرت الصومال مؤشر الدول الهشة السنوي لست سنوات بين عامي 2008 و 2013.
في أكتوبر 2011، وبعد اجتماعات تحضيرية، دخلت القوات الكينية جنوب الصومال («عملية ليندا نشي») لمحاربة حركة الشباب،  ولإنشاء منطقة عازلة داخل الصومال. تم دمج القوات الكينية رسميا داخل القوة المتعددة الجنسيات في فبراير 2012. تم إنشاء الحكومة الاتحادية في الصومال في أغسطس 2012، لتشكل أول حكومة مركزية دائمة في البلاد منذ بداية الحرب الأهلية. وقد بدأت الجهات الدولية والمحللين بوصف الصومال بأنها «دولة هشة»، وأنها تحقق بعض التقدم نحو الاستقرار.

## استقلال الصومال وخلفية تاريخية
عام 1935 قامت إيطاليا الفاشية تحت قيادة زعيمها بينيتو موسوليني بغزو الحبشة بغرض إقامة مستعمرة إيطالية هناك. وقد لاقى هذا الغزو اعتراضا من عصبة الأمم، إلا أن رد الفعل تجاه الغزو الإيطالي لم يتعد مرحلة الاعتراض حيث لم تتخذ الهيئة الدولية أي قرار من شأنه وقف العدوان أو تحرير الأراضي الإثيوبية المحتلة. وفي الثالث من آب/أغسطس عام 1940 قامت القوات الإيطالية ومعها بعض الوحدات الصومالية بعبور الحدود الإثيوبية وشن هجوم بري على الصومال البريطاني وذلك خلال معارك شرق إفريقيا في الحرب العالمية الثانية، وبحلول الرابع عشر من آب/أغسطس من نفس العام تمكنت القوات الإيطالية من الاستيلاء على مدينة بربرة وسقط الصومال البريطاني بالكامل في أيدي القوات الإيطالية في السابع عشر من نفس الشهر.
وفي كانون الثاني/يناير من عام 1941 قامت القوات البريطانية مدعومة بقوات من باقي المستعمرات البريطانية في إفريقيا بشن هجوم بري من كينيا لاسترجاع الصومال البريطاني وتحرير المناطق المحتلة من إثيوبيا والقضاء على القوات الإيطالية المتمركزة في الصومال الإيطالي. وبحلول شهر شباط/فبراير وقعت أغلب مناطق الصومال الإيطالي في أيدي القوات البريطانية وبحلول شهر آذار/مارس من العام نفسه استطاعت القوات البريطانية استرجاع الصومال البريطاني بالكامل عن طريق البحر. وتركت الإمبراطورية البريطانية قوات عاملة من اتحاد جنوب إفريقيا (جنوب إفريقيا حاليا) وشرق إفريقيا البريطاني (كينيا حاليا) وغرب أفريقيا البريطاني (وهي دول نيجيريا وغانا وسيراليون وغامبيا الحالية). وكانت تلك القوات البريطانية مدعومة من قوات صومالية تحت قيادة «عبد الله حسان» وتضم صوماليين من عدة قبائل مثل إسحاق وضولباهانت وورسنجالي. وبنهاية الحرب العالمية الثانية أخذ حجم التواجد الإيطالي بمنطقة القرن الإفريقي بالتضاؤل حتى بلغ 10,000 فرد فقط بحلول عام 1960.
في أعقاب الحرب العالمية الثانية وبالرغم من مساعدة الصوماليين للحلفاء أبقت بريطانيا على سيطرتها على شطري الصومال البريطاني والإيطالي، كمحميتين بريطانيتين. وفي تشرين الثاني/نوفمبر من عام 1949 منحت الأمم المتحدة إيطاليا حق الوصاية على الصومال الإيطالي ولكن تحت رقابة دولية مشددة بشرط حصول الصومال الإيطالي على الاستقلال التام في غضون عشر سنوات فقط؛ في حين بقي الصومال البريطاني محمية بريطانية حتى عام 1960. وبالرغم من سيطرة إيطاليا على منطقة الصومال الإيطالي بتفويض من الأمم المتحدة، إلا أن هذه الفترة من الوصاية على الحكم أعطت الصوماليين الخبرات اللازمة والتثقيف السياسي والقدرة على الحكم الذاتي وهي المزايا التي افتقدها الصومال البريطاني الذي كان مقدرا له الوحدة مع الشطر الإيطالي من الصومال لتكوين دولة موحدة. وبالرغم من محاولات المسؤولين عن المستعمرات البريطانية خلال منتصف العقد الخامس من القرن الماضي لإزالة حالة التجاهل التي عانت منها المستعمرات البريطانية في إفريقيا من قبل السلطات الإنجليزية إلا أن جميع تلك المحاولات باءت بالفشل وبقيت المستعمرات البريطانية عامة والصومال البريطاني خاصة في نفس حالة الركود السياسي والاقتصادي والاجتماعي مما كان عاملا مؤثرا في وجود العديد من العقبات الصعبة التي ظهرت عندما حان الوقت لدمج شطري البلاد في كيان سياسي واحد. وفي غضون تلك الأحداث كلها، قامت بريطانيا تحت ضغط من حلفائها في الحرب العالمية الثانية بإعطاء منطقة الحوض، وهي أحد مناطق الرعي الصومالية الهامة وكانت محمية بموجب اتفاقيات وقعتها بريطانيا مع الجانب الصومالي خلال عامي 1884 و 1886، وإقليم أوغادين الذي تقطنه أغلبية صومالية إلى إثيوبيا وذلك بموجب اتفاقيات أخرى وقعتها الإمبراطورية البريطانية عام1897 تقضي بمنح المقاطعات الصومالية إلى الإمبراطور الإثيوبي مينليك الثاني وذلك نظير مساعدته للقوات البريطانية على القضاء على مقاومة العشائر الصومالية في بداية الحرب العالمية الأولى. وبالرغم من إضافة بريطانيا لشروط تقضي بمنح القبائل الرعوية الصومالية المقيمة في المناطق الممنوحة للسلطات الإثيوبية الحكم الذاتي إلا أن أثيوبيا سرعان ما أعلنت سيطرتها على تلك القبائل، وفي محاولة منها لتدارك الموقف عرضت بريطانيا على أثيوبيا في عام 1956 شراء الأراضي التي كانت قد منحتها إليها سابقا إلا أن العرض البريطاني قوبل بالرفض شكلا وموضوعا من جانب السلطات الأثيوبية. وكذلك وفي نفس السياق، منحت بريطانيا حق السيطرة على المحافظة الحدودية الشمالية والتي تسكنها أغلبية صومالية مطلقة لكينيا متجاهلة بذلك استفتاء كان قد جرى مسبقا في الإقليم يؤكد على رغبة أبنائه في الانضمام إلى الجمهورية الصومالية الحديثة. وفي عام 1958، أقيم في جيبوتي المجاورة، والتي كانت تعرف باسم الصومال الفرنسي في ذلك الوقت، استفتاء لتقرير المصير حول الانضمام إلى دولة الصومال أو البقاء تحت الحماية الفرنسية، وجاءت نتيجة الاستفتاء برغبة الشعب في البقاء تحت الحماية الفرنسية. ويرجع السبب في خروج نتيجة الاستفتاء بهذا الشكل تأييد عشيرة عفار التي تكون غالبية النسيج السكاني لجيبوتي، للبقاء تحت الحماية الفرنسية وكذلك أصوات السكان الأوروبيين الذين تواجدوا في تلك المنطقة خلال فترة الحماية الفرنسية. أما باقي الأصوات التي صوتت ضد البقاء تحت السيادة الفرنسية فكانت من أبناء الصومال الراغبين في تحقيق وحدة كبرى للأراضي الصومالية المتفرقة وعلى رأسهم «محمود فرح الحربي» رئيس وزراء ونائب رئيس مجلس حكم الصومال الفرنسي، وهو صومالي الأصل من عشيرة عيسى، إلا أن حربي قتل بعد الاستفتاء بعامين في حادث تحطم طائرة. ونالت جيبوتي بعد ذلك استقلالها عن فرنسا في عام 1977 وأصبح حسن جوليد أبتيدون، وهو صومالي مدعوم من فرنسا، أول رئيس لجمهورية جيبوتي والذي بقى في الحكم منذ عام 1977 وحتى عام 1991. وفي السادس والعشرين من حزيران/يونيو عام 1960 أعلن رسميا استقلال الصومال البريطاني عن المملكة المتحدة أعقبه بخمسة أيام استقلال الصومال الإيطالي، وفي نفس اليوم أعلن رسميا قيام دولة الصومال الموحدة بشطريها البريطاني والإيطالي وإن كانت بحدود قامت كل من بريطانيا وإيطاليا بترسيمها. وقام عبد الله عيسى محمد، رئيس وزراء الصومال تحت الاحتلال البريطاني في الفترة ما بين سنة 1956 وحتى عام 1960، بتشكيل أول حكومة صومالية وطنية، أسندت رئاسة الجمعية الوطنية (مؤقتاً) للمحترم بشير إسماعيل حيث اختار آدم عبد الله عثمان دارأول رئيسا للصومال ومعه عبد الرشيد علي شارماركي كأول رئيس للوزراء، والذي أصبح رئيسا فيما بعد في الفترة بين سنة 1967 وحتى عام 1969. وفي العشرين من تموز/يوليو عام 1961 أقيم اقتراع شعبي حول الدستور الصومالي الجديد والذي وافق عليه الشعب بالإجماع وكانت أول مسودة لهذا الدستور قد وضعت عام 1960. استمرت الصراعات القبلية والخلافات بين العشائر الصومالية منذ اللحظات الأولى للوحدة نتيجة للآثار التي تركتها دول الاستعمار في نفوس أبناء الشعب الواحد والفرقة التي عانى منها الشعب الصومالي طوال فترة الاستعمار. وفي عام 1967 أصبح محمد الحاج إبراهيم إيجال رئيسا للوزراء وهو المنصب الذي اختاره فيه عبد الرشيد شارماركي والذي كان رئيسا للبلاد في ذلك الوقت. وفيما بعد أصبح إيجال رئيسا لجمهورية أرض الصومال والواقعة في الشمال الشرقي للصومال والمستقلة بشكل أحادي الجانب والتي لا تحظى باعتراف دولي. وبعد اغتيال الرئيس عبد الرشيد شارماركي أواخر عام 1969تولت مقاليد البلاد حكومة عسكرية وصلت للسلطة خلال انقلاب عسكري قاده كل من اللواء صلاد جبيري خيديي والفريق محمد سياد بري وقائد الشرطة جامع قورشيل تولى خلاله بري رئاسة البلاد في حين أصبح قورشيل رئيسا للوزراء. وأقام الجيش الثوري برامج تشغيل واسعة النطاق لتشغيل الأفراد كما أطلق حملات ناجحة لمكافحة الأمية بالبلاد في المناطق المأهولة بالسكان والمناطق النائية على حد سواء وكان لهذه الإجراءات أثر فعال في الارتقاء بمستوى إجادة القراءة والكتابة بصورة ملحوظة، حيث ارتفع نسبة إجادة القراءة والكتابة بين الصوماليين من 5% إلى 55% بحلول منتصف العقد الثامن من القرن الماضي. وبالرغم من هذا استمرت الاضطرابات في عصر بري والصراعات على السلطة الأمر الذي دفعه لاغتيال ثلاثة من وزرائه دفعة واحدة كان على رأسهم اللواء جبيري نفسه.
أصبح الصومال ثلاثة أقسام فرنسي وإيطالي وبريطاني استقل الجزءان الإيطالي والبريطاني عام 1960 وكونا جمهورية الصومال المتحدة واستقل الصومال الفرنسي عام 1977 مكونا دولة جيوبوتي
حدث نزاع حدودي بين الصومال وكينيا عام 1963 وبين الصومال وأثيوبيا عام 1964 وقد تطور الأخير إلى نزاع مسلح لقد ظل الحلم الصومالي بوطن واحد لكل الصوماليين «الصومال الكبير» يراود أذهان الصوماليين
في الفترة من 1977 حتى 1991 حدثت ثلاثة نزاعات مسلحة: الحرب ضد أثيوبيا 1977-1978 والقتال بين الحكومة والحركة الوطنية الصومالية في شمال غرب البلاد والنزاع بين الحكومة والقوات التحريرية العشائرية 1989-1990 .

## نظام الرئيس محمد سياد بري
صعد الرئيس محمد سياد بري إلى سدة الحكم عن طريق انقلاب عسكري في 21 أكتوبر عام 1969 وتبنى سياسة شيوعية ماركسية وحكم البلاد بالعنف والحديد والنار ومنع الإشارة للعشائرية مما زاد من الحنق الشعبي عليه بالذات مع المشاكل الاقتصادية وخوضه للحرب مع أثيوبياplzxl.\z

## سقوط نظامسياد بري(1986-1992)

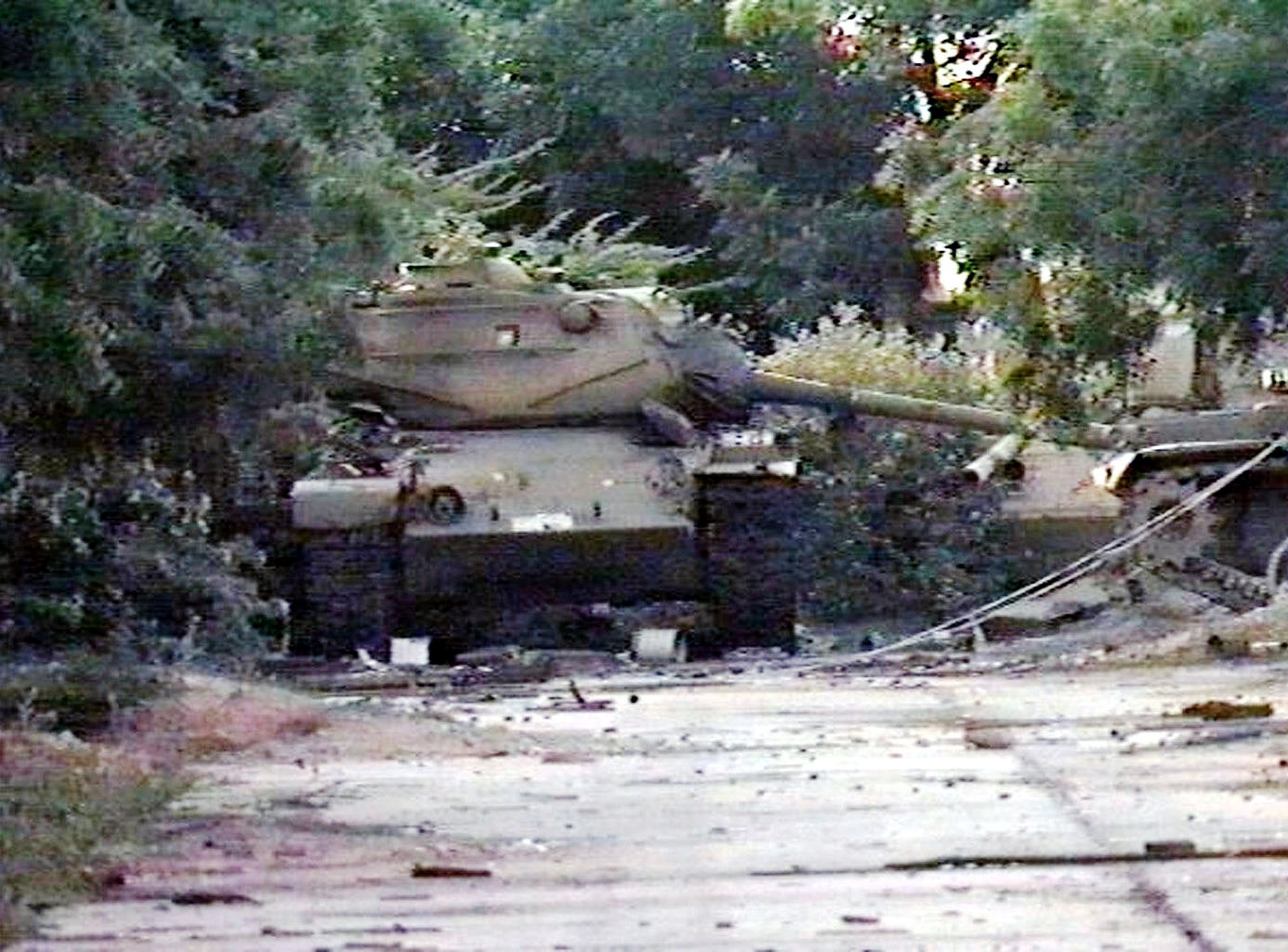
بقايا الدبابات المدمرة التي تتبع حكومة محمد سياد بري ، التقطت الصورة يوم 1 ديسمبر 1993م.

اندلعت الحرب بعد الإطاحة بنظام سياد بري من السلطة يوم 26 يناير 1991، جرت محاولة متعددة لإعادته للسلطة ولكنها باءت بالفشل.
فبعد نجاح انتفاضة حركات التمرد شمالا وجنوبا لإسقاط النظام العسكري للجنرال محمد سياد بري، فشلت جميع الجهود لإقامة حكومة دستورية في البلاد حيث أعلن الإقليم الشمالي انفصاله تحت مسمى (جمهورية أرض الصومال) الآمن نسبيا حتى يومنا هذا، ودخلت بقية الأقاليم والمحافظات في حرب أهلية مريرة.

## تدخل الأمم المتحدة (1992-1995)

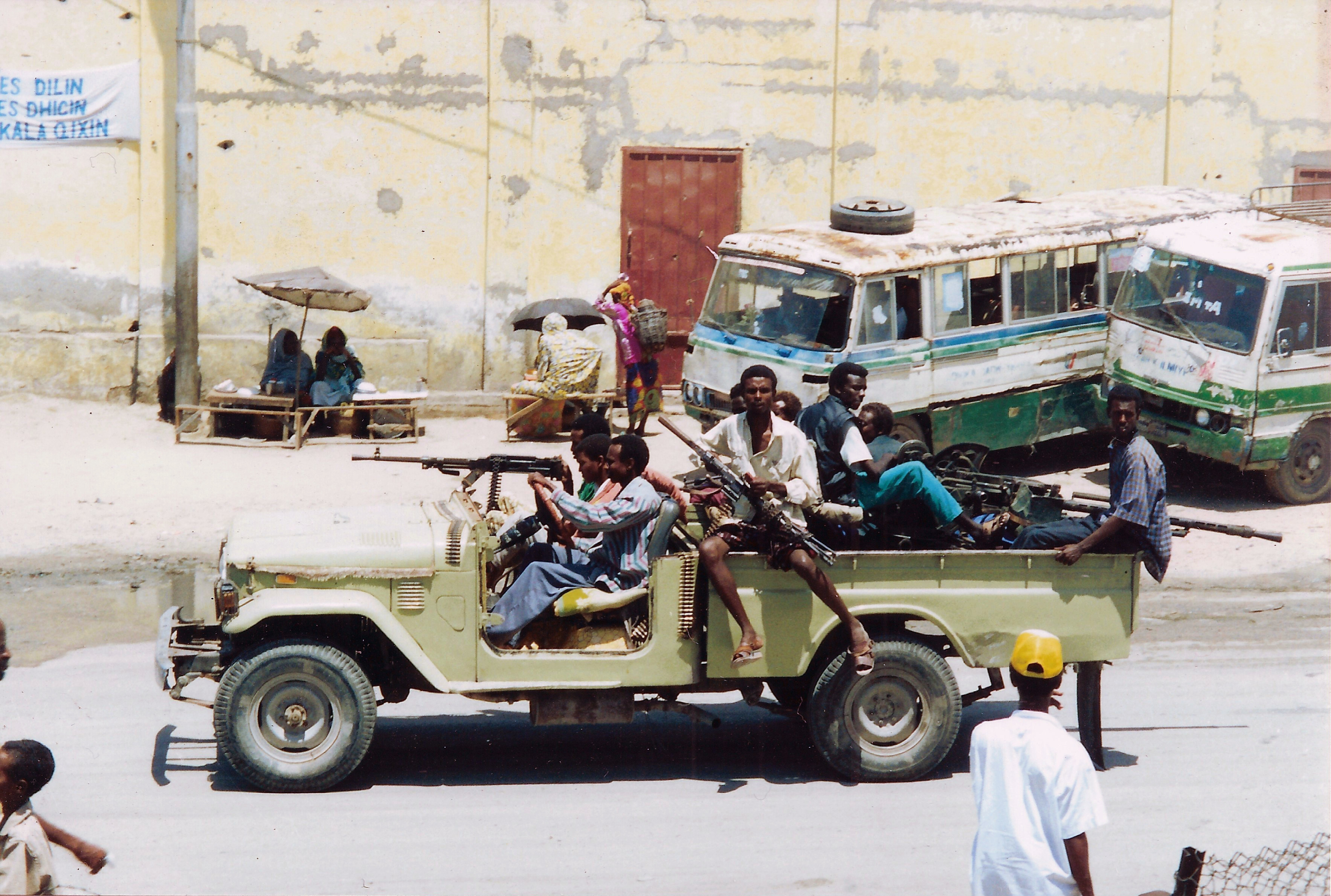
مسلحين تابعون لمحمد فرح عيديد عام 1993م.

بقرار مجلس الأمن الدولي رقم 733 و 746 تشكلت (يونوسوم 1 -UNOSOM 1)التي تهدف في المقام الأول الإغاثة الإنسانية وإعادة النظام والانضباط إلى الصومال بعد انهيار حكومته المركزية.
وافق مجلس الأمن الدولي بالإجماع على القرار رقم 794 في 3 من ديسمبر عام 1992 وقد نص على تكوين قوة حفظ سلام بقيادة قوة حفظ سلام بقيادة الولايات المتحدة الأمريكية وسميت يونيتاف h وتهدف لإقامة السلام والإغاثة الإنسانية خاصة بعد التقارير التي أذاعت بأن 30 ألف مدني صومالي ماتوا من المجاعة في العام الأول للحرب الأهلية وتتوجه هذه القوات في مهمة تستمر سنتين بالذات في الجنوب لمحاولة علاج الظروف المأساوية
وصلت قوات الأمم المتحدة الإنسانية إلى الصومال أوائل العام 1993 وقد الرئيس الأمريكي جورج بوش الأب قد وافق على إرسال الجنود الأمريكيين إلى الصومال على أساس أنها مهمة إنسانية قصيرة المدى كما قال «ليتهوا المجاعة ويرحلوا» ولكن تم إقناع خليفته بيل كلينتون أن يمدد مهمة قواته حتى إقامة حكم مدني في الصومال على أساس أن القوات الأمريكية هي العمود الفقري لقوات الأمم المتحدة كما كانت توصف.
و يقول منتقدوا التدخل الأمريكي أن هذا التدخل لم يكن لأهداف إنسانية أبدا بل لطمع أمريكا أن تأخذ بناصية التجارة البترولية حيث حينما أطيح بسياد بري كانت ثلثي الأرض الصومالية قدمت تنازلات نفطية لشركات كونوكو وأموكو وشيفرون وفيليبس مع أن الصومال لم تكن تعتبر ذات مصادر بترولية لكن كان هناك معلومات عن مصادر مستقبلية في بونت لاند
و إن تحدثنا عن الاستشكاف البترولي في الصومال فهو حتى في يومنا هذا ما زال موضع جدل خاصة أن الحكومة الفيدرالية الصومالية حذرت المستثمرين من التعامل في البلاد إلا مع عودة الاستقرار لها مرة أخرى
في البداية كان الصوماليون فرحون بقوات الأمم المتحدة خاصة مع المعونات الغذائية التي كان يقدمها لهم الجنود الأمريكيون لكن تحول هذا افرح إلى كراهية خاصة مع تنامي فكرة ان هؤلاء جاءوا ليردوهم عن دينهم واعتبارات الغزو والتوسع الأمريكي فلذلك بدأ الصوماليون المقاومة وقيل أن محفزهم لذلك هو محمد فارح عيديد أحد زعماء الحروب في الصومال والذي كان اعتقاله من المهام الأساسية للأمريكان.
في الفترة من يناير إلى أكتوبر من العام 1993 وقعت اشتباكات مسلحة بين المقاومين المحليين وحفاظ السلام أسفرت عن خسائر في قوات حفظ السلام قدرت ب 24 باكستاني و 19 أمريكي (من جملة 31 أمريكي قتلوا في الصومال)و بالتحديد في معركة مقديشو في 3 أكتوبر 1993 بجانب 1000 من قوات المليشيات الصومالية قتلوا في تلك المعركة والتي سقطت فيها مروحيتين أمريكيتين من طراز بلاك هوك وطوردت طواقمها في الشوارع وقتلوا وسحلوا في شوارع مقديشو (ال19 أمريكي) مما أدى لسحب القوات الأمريكة تماما في 24 مارس 1994
كانت عملية الصومال عملية فظيعة حتى الأمريكيين اشتبهوا أن الجنود الإيطاليين يدفعون الصوماليين قبل الهجمات الأمركية.كما أن كثيرا من المساعدات الإنسانية إما نهبت أو نقلت أو بيعت أو لم تصل لمستحقيها. فبتحكمهك كيف يتم توزيع الطعام كان زعماء الحرب يقوون أنفسهم ويزيدون شوكتهم في مناطق نفوذهم.
و بينما كان الجنود الأمريكيون يبحثون عن عيديد لم يكن يدر بخلدهم أن رئيسهم كلينتون قد أناب سلفه جيمي كارتر للتفاوض مع نفس الشخص. وانتهت مهمة الأمم المتحدة في 3 مارس 1995 بفشل ذريع فلا الأمن عاد ولا الحكومة تشكلت.

## ما بعد العام 1995
أنشأت الأمم المتحدة مكتبا في كينيا لمتابعة الوضع في الصومال وقد بدأت تتكون لديها فكرة إشراف الاتحاد الأفريقي في السيطرة على الوضع في الصومال خاصة بعد المقاومة التي تلقاها غير الأفارقة هناك ويكون تدخل الاتحاد الأفريقي تحت إشراف ونصح من الأمم المتحدة.
تقدم الرئيس الجيبوتي عمر إسماعيل جيله في سبتمبر 1999 بخطة سلام على الرغم أن السلطة قد صارت بيد الهيئة الحكومية للتنمية هذا الجسد غير الكفء والمقسم. في مارس 2000 عقد اجتماعا مع المثقفين الصوماليين والذين تناصحوا من أجل خطة سلام وأسفر هذا الاجتماع عن تكوين الحكومة الانتقالية الصومالية مؤخرا في هذه السنة وهذه الحكومة رغم أنها حاولت أن تضم جميع الأحزاب وأن تتخذ أفضل النظم وأعدلها على المستوى السياسي والاقتصادي ولكنها لم تتمتع بأي سلطة على أرض الواقع مع تعدد إعلانات الاستقلال أحادية الجانب حتى وصف الصحفي ويليام شاوكروس أن الصومال صارت تعبيرا جغرافيا بدلا من دولة وهذا يدفعنا إلى الحديث عن تفتت دولة الصومال.

## انقسام الصومال (1988-2006)
في هذه الفترة حدثت الكثير من إعلانات الاستقلال لكيانات ذاتية الحكم في الصومال لكن لا يمكن أن نقول أنها وصلت لدرجة الاستقلال مثل بونت لاند المعترف بها من جانب واحد
بونت لاند أعلنت استقلال مؤقتا من جانب واحد عام 1998 مع الإعلان بأنها سوف تشارك في أي مصالحة تؤدي إلى إعادة تكوين حكومة مركزية صومالية.
و في عام 1998 أيضا أعلنت دولة جوبالاند في الجنوب
و حركة ثالثة للاستقلال من جانب واحد كان بطلها جيش راحانوين للمقاومة عام 1999 على حدود بونت لاند التي أعادت إعلان انفصالها المؤقت عام 2002 وهذا أدى لاستقلال الصومال الجنوبية الغربية. وكان جيش راحانوين للمقاومة قد أعلن استقلالا ذاتيا في مناطق باي وباكوول في جنوب وقلب الصومال عام 1999. وكانت منطقة جوبا لاند قد أعلنت كمشتمل داخل دولة جنوب غرب الصومال وموقفها حاليا غير واضح.
و هناك استقلال ذاتي رابع في جالمودج أعن في عام 2006 كرد على التنامي المستمر لقوة اتحاد المحاكم الإسلامية. بالإضافة إلى جمهورية أرض الصومال التي تحاول أن تخطو خطوات جادة للانفصال النهائي.
و بعد الكثير من محاولات المصالة تكونت في العام 2004 الحكومة الفيدرالية الانتقالية لكنها لم تكن ذات أي وضع في الواقع مع استمرار سيطرة أمراء الحروب والصراعات القبلية في الصومال.

## صعود وسقوط اتحاد المحاكم الإسلامية، تدخل إثيوبيا والحكومة الفدرالية الانتقالية
عندما أعلنت الحكومة الفيدرالية الانتقالية في نيروبي عام 2004 كان دخولها لمقديشو أمرا صعبا لذلك لجأت أن تؤسس مقرها في بيدوا في بدايات عام 2006
وفي بدايات عام 2006 تأسس اتحاد إعادة السلام ومكافحة الإرهاب من أمراء الحرب العلمانيين في مقديشو لمجابهة القوة المتنامية لاتحاد المحاكم الإسلامية، التي كانت تقوم بتطبيق الشريعة الإسلامية وتم تمويل هذه الحركة من جهاز مخابرات الولايات المتحدة الأمريكية مما أدى لتنامي الصراع في العاصمة الممزقة أصلا.
وبحلول يوليو من العام 2006 استطاعت المحاكم الإسلامية السيطرة على مقديشو وطرد اتحاد إعادة السلام منها كما قضوا على أمراء الحروب أو اندفع هؤلاء الأمراء للانضمام للمحاكم الإسلامية مرغمين أو مكرهين كما توسعت المحاكم حتى وصلت لحدود بونت لاند وسيطرت جنوبا على جنوب ووسط جوبا لاند وطبقت الشريعة الإسلامية وكان لها دور محمود في رفع الظلم ولو بشكل جزئي بعد سنوات طويلة من العناء للشعب الصومالي الجريح ولكن تلك القوة المتنامية لمك تعجب الحكومة الفيدرالية ولا بونت لاند ولا جالمدونج التي تأسست أصلا لمجابهة النمو الإسلامي كما أغرى هذا التوسع أثيوبيا بالتدخل والتي كانت تدعم العلمانيين الصوماليين.
حصلت المحاكم الإسلامية عى دعم أرتيري ودعم المجاهدين الأجانب وأعلنت الجهاد ضد أثيوبيا التي احتلت جيدو وتركزت قواتها حول بيدوا بدعم وتكليف أمريكي واضح لأثيوبيا واندلع القتال بين المحاكم الإسلامية من جهة والحكومة الفيدرالية والأثيوبيين من جهة أخرى ولكن المحاكم عانت من سلسلة من الهزائم في العديد من المعارك ثم انخذلت إلى مقديشو وهزمت نهائيا في معركة جوهر في السابع والعشرين من ديسمبر واستسلم كبار قادتها
وبعد معركة جيليب في 31 ديسمبر 2006 سقطت كسمايو في بد الحكومة منهية بذلك عهد المحاكم الإسلامية. وفي يناير 2007 قامت الولايات المتحدة بهجوم يعتبر أول تدخل لها في الصومال منذ طردها منها في التسعينات، حيث قامت مقاتلاتها بهجوم يستهدف أعضاء القاعدة في منطقة رأس كامبوني.
ودخل الصومال بعدها في دوامة كبيرة من حرب غريبة أطرافها كثيرة، أهدافهم مجهولة لا نعلم عنها شيء جلي إلا أن الضحايا الوحيدين فيها هم المدنييون.
الحرب الأهلية الصومالية ، بدأت الحرب الأهلية عام 1991م، وما زالت الأزمة حتى الآن.

## حرب الصومال (2009-)
المقال الرئيسي: حرب الصومال (2009-)
في يناير 2009 انسحب الجنود الإثيوبيون من الصومال وتركوا وراءهم وحدات الاتحاد الإفريقي بآلاف الجنود لتساعد الحكومة الائتلافية الضعيفة على فرض سلطتها. بعد انسحاب إثيوبيا من الصومال سقط النصف الجنوبي من الدولة بسرعة في أيدي الإسلاميين وهزموا بسرعة الحكومة وقوات الاتحاد الإفريقي في عدة مناطق رئيسية وأسسوا لقانون الشريعة الإسلامية في المناطق الواقعة تحت سيطرتهم. وفي 7 أيار/مايو هاجموا العاصمة مقديشو واستولوا على معظم المدينة لكنهم فشلوا في إسقاط الحكومة التي بقيت تسيطر على بضعة كيلومترات مربعة من المدينة.